# Strimkungsfiskare
Strimkungsfiskare (Halcyon chelicuti) är en fågel i familjen kungsfiskare inom ordningen praktfåglar.

## Utseende och läte
Strimkungsfiskaren är en rätt liten kungsfiskare med puderblått på stjärt och vingpennor. Vidare har den en gräddfärgad halskrage, mörkt ögonstreck och streckad brun hjässa. Bland lätena hörs ringande "teeep-tiiii-rrrrrrr" och rullande "trrreerrr-treeerr-treeer".

## Utbredning och systematik
Strimkungsfiskare delas in i två underarter med följande utbredning:
- Halcyon chelicuti chelicuti – södra Mauretanien och Senegal och Gambia till Etiopien och Sydafrika
- Halcyon chelicuti eremogiton – kanten av Sahara (centrala Mali) till östra Sudan (Vita Nilen-regionen)

## Levnadssätt
Strimkungsfiskaren hittas i parkliknande savann och öppet skogslandskap. Den föredrar torrare och mer törniga miljöer än andra skogslevande kungsfiskare. Fågeln ses enstaka eller i par, oansenligt sittande på medelhög höjd.

## Status
Arten har ett stort utbredningsområde och beståndet anses vara stabilt. Internationella naturvårdsunionen IUCN listar den därför som livskraftig (LC).

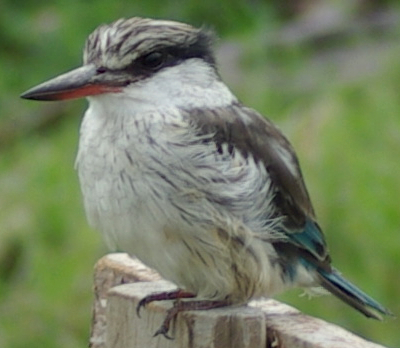